# FLY!DAY TRIPPER〜FROM SKY GATE〜
FLY!DAY TRIPPER〜FROM SKY GATE〜（フライデートリッパー・フロムスカイゲート）はbayfmで毎週金曜日9:00-15:50まで放送されていた番組である。

## 番組概要
千葉県成田市にある成田国際空港第1ターミナル5階にあるオープンスタジオ、「SKY GATE」から公開生放送。
番組は午前パートはTRIP1、午後パートをTRIP2の2部構成になっており、また曲を流している最中にBGMとして飛行機が飛び立つ音が流れるのも特徴。

## DJの遍歴

### TRIP1（9:00-11:57）
- ANNA（2006年7月7日-2006年12月29日、2007年4月6日-2008年3月28日）※2007年1月～3月の3ヶ月間は産休の為一時降板
- 雨宮朋絵（2007年1月5日-1月26日）
- 伊津野亮（2007年2月2日-2月23日）
- 松本英子（2007年3月2日-3月30日）
- 丸山周、シャウラ・ヴォーグ（2008年4月4日-2009年3月27日）
- 伊津野亮、シャウラ・ヴォーグ（2009年4月3日-2010年12月31日）[2]

### TRIP2（12:00-15:50）
- 春原佑紀（2006年7月7日-2010年12月31日）

### TRIP2 レポーター
- 井川絵美（2006年7月7日-2007年3月30日）※井川は前番組から引き続きレポーターを務めていた。
- はるの（2007年4月6日-2007年10月26日）
- 福田麻衣（2007年11月2日-2010年12月31日）[3]

## 公式サイト
- FLY!DAY TRIPPER〜FROM SKY GATE〜

| bayfm 金曜日 9時～16時      | bayfm 金曜日 9時～16時                                           | bayfm 金曜日 9時～16時                                                                       |
| 前番組                      | 番組名                                                           | 次番組                                                                                       |
| --------------------------- | ---------------------------------------------------------------- | -------------------------------------------------------------------------------------------- |
| BAY COMFORT おでかけFriday! | FLY!DAY TRIPPER ～FROM SKY GATE～ (2006年7月7日～2010年12月31日) | SKY GATE TRAVELLIN'GROOVE!! (9:00-12:55)SKY GATE KISS & SMILE (13:00-15:50) (2011年1月7日～) |